# Liste des monuments historiques protégés en 1955
Cet article recense les monuments historiques français classés ou inscrits en 1955.

## Protections
| Édifice                                                           | Commune                                | Département         | Région                     | Protection | Base Mérimée                         | Coordonnées                        | Image |
| ----------------------------------------------------------------- | -------------------------------------- | ------------------- | -------------------------- | ---------- | ------------------------------------ | ---------------------------------- | ----- |
| Hôtel d'Ardouin                                                   | Mazères                                | Ariège              | Occitanie                  | classé     | « PA00093820 », notice no PA00093820 | 43° 15′ 06″ nord, 1° 40′ 48″ est   |       |
| Église Saint-Jean-l'Évangéliste de Teilhet                        | Teilhet                                | Ariège              | Occitanie                  | inscrit    | « PA00093929 », notice no PA00093929 | 43° 05′ 33″ nord, 1° 46′ 45″ est   |       |
| Église Saint-Pierre-ès-Liens                                      | Laines-aux-Bois                        | Aube                | Grand Est                  | classé     | « PA00078128 », notice no PA00078128 | 48° 14′ 05″ nord, 3° 59′ 37″ est   |       |
| Vestiges archéologiques                                           | Tarascon                               | Bouches-du-Rhône    | Provence-Alpes-Côte d'Azur | inscrit    | « PA00081482 », notice no PA00081482 |                                    |       |
| Manoir de Courson                                                 | Notre-Dame-de-Courson                  | Calvados            | Normandie                  | classé     | « PA00111576 », notice no PA00111576 | 48° 59′ 37″ nord, 0° 16′ 38″ est   |       |
| Chapelle Saint-Pierre                                             | Boisset                                | Cantal              | Auvergne-Rhône-Alpes       | classé     | « PA00093474 », notice no PA00093474 | 44° 47′ 06″ nord, 2° 15′ 15″ est   |       |
| Église Saint-Jean-Baptiste de Coulgens                            | Coulgens                               | Charente            | Nouvelle-Aquitaine         | classé     | « PA00104341 », notice no PA00104341 | 45° 48′ 48″ nord, 0° 17′ 09″ est   |       |
| Église Saint-Martial de Mouton                                    | Mouton                                 | Charente            | Nouvelle-Aquitaine         | classé     | « PA00104440 », notice no PA00104440 | 45° 53′ 30″ nord, 0° 14′ 32″ est   |       |
| Château de La Rochefoucauld                                       | La Rochefoucauld                       | Charente            | Nouvelle-Aquitaine         | classé     | « PA00104467 », notice no PA00104467 | 45° 44′ 48″ nord, 0° 22′ 50″ est   |       |
| Église Saint-Hilaire de Saint-Hilaire-de-Villefranche             | Saint-Hilaire-de-Villefranche          | Charente-Maritime   | Nouvelle-Aquitaine         | inscrit    | « PA00105176 », notice no PA00105176 | 45° 51′ 03″ nord, 0° 31′ 49″ ouest |       |
| Maison de Sully                                                   | Henrichemont                           | Cher                | Centre-Val de Loire        | inscrit    | « PA00096811 », notice no PA00096811 | 47° 18′ 16″ nord, 2° 31′ 24″ est   |       |
| Chapelle de Lannégant                                             | Lanrivain                              | Côtes-d'Armor       | Bretagne                   | classé     | « PA00089290 », notice no PA00089290 | 48° 22′ 16″ nord, 3° 11′ 34″ ouest |       |
| Chapelle Notre-Dame du Dresnay                                    | Loguivy-Plougras                       | Côtes-d'Armor       | Bretagne                   | inscrit    | « PA00089310 », notice no PA00089310 | 48° 30′ 10″ nord, 3° 26′ 50″ ouest |       |
| Grotte préhistorique de Gondenans-les-Moulins                     | Gondenans-les-Moulins                  | Doubs               | Bourgogne-Franche-Comté    | classé     | « PA00101648 », notice no PA00101648 | 47° 27′ 45″ nord, 6° 22′ 56″ est   |       |
| Château de Chamarande                                             | Chamarande                             | Essonne             | Île-de-France              | inscrit    | « PA00087855 », notice no PA00087855 | 48° 30′ 46″ nord, 2° 13′ 15″ est   |       |
| Grotte de Tramerolles                                             | Maisse                                 | Essonne             | Île-de-France              | classé     | « PA00087944 », notice no PA00087944 | 48° 23′ 20″ nord, 2° 22′ 39″ est   |       |
| Église Saint-Aubin de Saint Aubin-sur-Risle                       | Ajou                                   | Eure                | Normandie                  | inscrit    | « PA00099297 », notice no PA00099297 | 48° 58′ 17″ nord, 0° 45′ 45″ est   |       |
| Église Notre-Dame d'Amfreville-sur-Iton                           | Amfreville-sur-Iton                    | Eure                | Normandie                  | inscrit    | « PA00099302 », notice no PA00099302 | 49° 08′ 45″ nord, 1° 09′ 08″ est   |       |
| Croix de cimetière de Bérengeville-la-Campagne                    | Bérengeville-la-Campagne               | Eure                | Normandie                  | inscrit    | « PA00099329 », notice no PA00099329 | 49° 06′ 45″ nord, 1° 03′ 51″ est   |       |
| Château de Herces                                                 | Berchères-sur-Vesgre                   | Eure-et-Loir        | Centre-Val de Loire        | classé     | « PA00096970 », notice no PA00096970 | 48° 50′ 21″ nord, 1° 32′ 52″ est   |       |
| Chapelle Saint-Vennec de Briec                                    | Briec                                  | Finistère           | Bretagne                   | classé     | « PA00089850 », notice no PA00089850 | 48° 06′ 52″ nord, 4° 04′ 10″ ouest |       |
| Maen ar Rannou                                                    | Guimaëc                                | Finistère           | Bretagne                   | inscrit    | « PA00089997 », notice no PA00089997 | 48° 40′ 02″ nord, 3° 42′ 30″ ouest |       |
| Cairn de l'île Carn                                               | Ploudalmézeau                          | Finistère           | Bretagne                   | classé     | « PA00090208 », notice no PA00090208 | 48° 34′ 30″ nord, 4° 41′ 33″ ouest |       |
| Menhir de Creac'h Edern                                           | Plouigneau                             | Finistère           | Bretagne                   | inscrit    | « PA00090255 », notice no PA00090255 | 48° 33′ 02″ nord, 3° 42′ 35″ ouest |       |
| Maison                                                            | Quimper                                | Finistère           | Bretagne                   | classé     | « PA00090351 », notice no PA00090351 | 47° 59′ 46″ nord, 4° 06′ 14″ ouest |       |
| Cippe funéraire de Meynes                                         | Meynes                                 | Gard                | Occitanie                  | classé     | « PA00103072 », notice no PA00103072 | 43° 52′ 56″ nord, 4° 33′ 40″ est   |       |
| Église des Carmes de Condom                                       | Condom                                 | Gers                | Occitanie                  | inscrit    | « PA00094777 », notice no PA00094777 | 43° 57′ 24″ nord, 0° 22′ 05″ est   |       |
| Hôtel Feger-Latour ou Piganeau                                    | Bordeaux                               | Gironde             | Nouvelle-Aquitaine         | inscrit    | « PA00083204 », notice no PA00083204 | 44° 50′ 35″ nord, 0° 34′ 18″ ouest |       |
| Maison d'angle                                                    | Sainte-Foy-la-Grande                   | Gironde             | Nouvelle-Aquitaine         | inscrit    | « PA00083820 », notice no PA00083820 | 44° 50′ 31″ nord, 0° 13′ 00″ est   |       |
| Maison d'angle à tourelle                                         | Sainte-Foy-la-Grande                   | Gironde             | Nouvelle-Aquitaine         | inscrit    | « PA00083822 », notice no PA00083822 | 44° 50′ 32″ nord, 0° 13′ 05″ est   |       |
| Maison d'angle à tourelle                                         | Sainte-Foy-la-Grande                   | Gironde             | Nouvelle-Aquitaine         | inscrit    | « PA00083819 », notice no PA00083819 | 44° 50′ 30″ nord, 0° 13′ 00″ est   |       |
| Maison à pans de bois                                             | Sainte-Foy-la-Grande                   | Gironde             | Nouvelle-Aquitaine         | inscrit    | « PA00083821 », notice no PA00083821 | 44° 50′ 32″ nord, 0° 13′ 04″ est   |       |
| Église Saint-Jean-Baptiste de Garraux                             | Bezins-Garraux                         | Haute-Garonne       | Occitanie                  | classé     | « PA00094290 », notice no PA00094290 | 42° 55′ 51″ nord, 0° 41′ 12″ est   |       |
| Château de Sarremezan                                             | Sarremezan                             | Haute-Garonne       | Occitanie                  | inscrit    | « PA00094485 », notice no PA00094485 | 43° 12′ 30″ nord, 0° 39′ 54″ est   |       |
| Maison Raynaud                                                    | Saint-Vidal                            | Haute-Loire         | Auvergne-Rhône-Alpes       | classé     | « PA00092885 », notice no PA00092885 | 45° 04′ 19″ nord, 3° 47′ 16″ est   |       |
| Tour d'Échizadour                                                 | Saint-Méard                            | Haute-Vienne        | Nouvelle-Aquitaine         | classé     | « PA00100481 », notice no PA00100481 | 45° 39′ 47″ nord, 1° 33′ 16″ est   |       |
| Croix monolithe de Vielle-Louron                                  | Vielle-Louron                          | Hautes-Pyrénées     | Occitanie                  | classé     | « PA00095443 », notice no PA00095443 | 42° 50′ 02″ nord, 0° 24′ 12″ est   |       |
| Grotte d'Aldène                                                   | Cesseras                               | Hérault             | Occitanie                  | classé     | « PA00103432 », notice no PA00103432 | 43° 21′ 14″ nord, 2° 41′ 54″ est   |       |
| Corps de garde des Daules                                         | Cancale                                | Ille-et-Vilaine     | Bretagne                   | classé     | « PA00090514 », notice no PA00090514 | 48° 41′ 50″ nord, 1° 52′ 51″ ouest |       |
| Immeuble                                                          | Saint-Malo                             | Ille-et-Vilaine     | Bretagne                   | inscrit    | « PA00090841 », notice no PA00090841 | 48° 39′ 04″ nord, 2° 01′ 34″ ouest |       |
| Château du Bouchet                                                | Rosnay                                 | Indre               | Centre-Val de Loire        | classé     | « PA00097442 », notice no PA00097442 | 46° 43′ 07″ nord, 1° 10′ 22″ est   |       |
| Château de Cuirieu                                                | La Tour-du-Pin / Saint-Jean-de-Soudain | Isère               | Auvergne-Rhône-Alpes       | inscrit    | « PA00117293 », notice no PA00117293 | 45° 33′ 24″ nord, 5° 25′ 58″ est   |       |
| Château de Présilly                                               | Présilly                               | Jura                | Bourgogne-Franche-Comté    | classé     | « PA00102003 », notice no PA00102003 | 46° 33′ 32″ nord, 5° 34′ 57″ est   |       |
| Abbaye d'Arthous                                                  | Hastingues                             | Landes              | Nouvelle-Aquitaine         | classé     | « PA00083954 », notice no PA00083954 | 43° 31′ 38″ nord, 1° 07′ 18″ ouest |       |
| Château d'Avaray                                                  | Avaray                                 | Loir-et-Cher        | Centre-Val de Loire        | inscrit    | « PA00098327 », notice no PA00098327 | 47° 43′ 15″ nord, 1° 33′ 41″ est   |       |
| Château de Chaumont-sur-Loire                                     | Chaumont-sur-Loire                     | Loir-et-Cher        | Centre-Val de Loire        | classé     | « PA00098410 », notice no PA00098410 | 47° 28′ 45″ nord, 1° 10′ 54″ est   |       |
| Église Saint-Hilaire de Mer                                       | Mer                                    | Loir-et-Cher        | Centre-Val de Loire        | inscrit    | « PA00098486 », notice no PA00098486 | 47° 42′ 01″ nord, 1° 30′ 29″ est   |       |
| Église Saint-Jacques de Saint-Jacques-des-Guérets                 | Saint-Jacques-des-Guérets              | Loir-et-Cher        | Centre-Val de Loire        | classé     | « PA00098582 », notice no PA00098582 | 47° 46′ 27″ nord, 0° 47′ 42″ est   |       |
| Croix et banc en pierre du XVIe siècle                            | Roche                                  | Loire               | Auvergne-Rhône-Alpes       | inscrit    | « PA00117565 », notice no PA00117565 | 45° 36′ 53″ nord, 3° 56′ 51″ est   |       |
| Arc de Diane                                                      | Cahors                                 | Lot                 | Occitanie                  | classé     | « PA00094995 », notice no PA00094995 | 44° 27′ 04″ nord, 1° 26′ 14″ est   |       |
| Château de Montal                                                 | Saint-Jean-Lespinasse                  | Lot                 | Occitanie                  | inscrit    | « PA00095241 », notice no PA00095241 | 44° 51′ 49″ nord, 1° 51′ 42″ est   |       |
| Abbaye Saint-Nicolas                                              | Angers                                 | Maine-et-Loire      | Pays de la Loire           | classé     | « PA00108862 », notice no PA00108862 | 47° 28′ 30″ nord, 0° 34′ 34″ ouest |       |
| Église Saint-Michel                                               | Fontevraud-l'Abbaye                    | Maine-et-Loire      | Pays de la Loire           | classé     | « PA00109112 », notice no PA00109112 | 47° 10′ 54″ nord, 0° 02′ 58″ est   |       |
| Prieuré de Saint-Rémy                                             | Brissac Loire Aubance                  | Maine-et-Loire      | Pays de la Loire           | classé     | « PA00109293 », notice no PA00109293 | 47° 23′ 53″ nord, 0° 18′ 56″ ouest |       |
| Château de Tocqueville : façade orientale du XVIIIes. et toitures | Tocqueville                            | Manche              | Normandie                  | inscrit    | « PA00110618 », notice no PA00110618 | 49° 40′ 01″ nord, 1° 19′ 45″ ouest |       |
| Ferme                                                             | Arradon                                | Morbihan            | Bretagne                   | inscrit    | « PA00090981 », notice no PA00090981 | 47° 37′ 18″ nord, 2° 50′ 44″ ouest |       |
| Croix Servin                                                      | Goulet                                 | Orne                | Normandie                  | inscrit    | « PA00110814 », notice no PA00110814 | 48° 44′ 00″ nord, 0° 04′ 55″ ouest |       |
| Manoir de la Sausserie                                            | La Haute-Chapelle                      | Orne                | Normandie                  | classé     | « PA00110821 », notice no PA00110821 | 48° 35′ 49″ nord, 0° 42′ 51″ ouest |       |
| Musée Clemenceau                                                  | 16e arrondissement de Paris            | Paris               | Île-de-France              | classé     | « PA00086683 », notice no PA00086683 | 48° 51′ 33″ nord, 2° 17′ 07″ est   |       |
| Hôtel de Bassompierre                                             | 3e arrondissement de Paris             | Paris               | Île-de-France              | classé     | « PA00086124 », notice no PA00086124 | 48° 51′ 23″ nord, 2° 21′ 55″ est   |       |
| Hôtel Laffemas                                                    | 4e arrondissement de Paris             | Paris               | Île-de-France              | classé     | « PA00086293 », notice no PA00086293 | 48° 51′ 21″ nord, 2° 22′ 00″ est   |       |
| Hôtel Dyel des Hameaux                                            | 4e arrondissement de Paris             | Paris               | Île-de-France              | inscrit    | « PA00086287 », notice no PA00086287 | 48° 51′ 21″ nord, 2° 21′ 51″ est   |       |
| Hôtel de Chabannes                                                | 4e arrondissement de Paris             | Paris               | Île-de-France              | classé     | « PA00086466 », notice no PA00086466 | 48° 51′ 22″ nord, 2° 21′ 52″ est   |       |
| Hôtel de la Salle                                                 | 4e arrondissement de Paris             | Paris               | Île-de-France              | classé     | « PA00086315 », notice no PA00086315 | 48° 51′ 18″ nord, 2° 21′ 52″ est   |       |
| Hôtel Marchand                                                    | 4e arrondissement de Paris             | Paris               | Île-de-France              | classé     | « PA00086303 », notice no PA00086303 | 48° 51′ 21″ nord, 2° 21′ 52″ est   |       |
| Hôtel d'Asfeldt                                                   | 4e arrondissement de Paris             | Paris               | Île-de-France              | classé     | « PA00086274 », notice no PA00086274 | 48° 51′ 20″ nord, 2° 22′ 00″ est   |       |
| Immeuble                                                          | 4e arrondissement de Paris             | Paris               | Île-de-France              | classé     | « PA00086465 », notice no PA00086465 | 48° 51′ 17″ nord, 2° 21′ 57″ est   |       |
| Hôtel d'Angennes de Rambouillet                                   | 4e arrondissement de Paris             | Paris               | Île-de-France              | classé     | « PA00086271 », notice no PA00086271 | 48° 51′ 21″ nord, 2° 22′ 00″ est   |       |
| Hôtel Genou de Guiberville                                        | 4e arrondissement de Paris             | Paris               | Île-de-France              | classé     | « PA00086290 », notice no PA00086290 | 48° 51′ 18″ nord, 2° 21′ 56″ est   |       |
| Hôtel Le Brun                                                     | 5e arrondissement de Paris             | Paris               | Île-de-France              | inscrit    | « PA00088432 », notice no PA00088432 | 48° 50′ 49″ nord, 2° 21′ 09″ est   |       |
| Immeuble (caves voûtées)                                          | 5e arrondissement de Paris             | Paris               | Île-de-France              | inscrit    | « PA00088458 », notice no PA00088458 | 48° 50′ 50″ nord, 2° 20′ 53″ est   |       |
| Hôtel de Sainte-Aldegonde                                         | 7e arrondissement de Paris             | Paris               | Île-de-France              | inscrit    | « PA00088735 », notice no PA00088735 | 48° 51′ 14″ nord, 2° 19′ 25″ est   |       |
| Hôtel de Laubespin                                                | 7e arrondissement de Paris             | Paris               | Île-de-France              | inscrit    | « PA00088719 », notice no PA00088719 | 48° 51′ 33″ nord, 2° 19′ 29″ est   |       |
| Hôtel de la Feuillade                                             | 7e arrondissement de Paris             | Paris               | Île-de-France              | inscrit    | « PA00088717 », notice no PA00088717 | 48° 51′ 11″ nord, 2° 19′ 26″ est   |       |
| Hôtel de Sommery                                                  | 7e arrondissement de Paris             | Paris               | Île-de-France              | inscrit    | « PA00088740 », notice no PA00088740 | 48° 51′ 27″ nord, 2° 19′ 04″ est   |       |
| Hôtel Sandelin                                                    | Saint-Omer                             | Pas-de-Calais       | Hauts-de-France            | classé     | « PA00108412 », notice no PA00108412 | 50° 44′ 57″ nord, 2° 15′ 16″ est   |       |
| Église Saint-Germain de Saint-Germain-l'Herm                      | Saint-Germain-l'Herm                   | Puy-de-Dôme         | Auvergne-Rhône-Alpes       | inscrit    | « PA00092356 », notice no PA00092356 | 45° 27′ 30″ nord, 3° 32′ 32″ est   |       |
| Chapelle de Casenoves                                             | Ille-sur-Têt                           | Pyrénées-Orientales | Occitanie                  | inscrit    | « PA00104033 », notice no PA00104033 | 42° 40′ 06″ nord, 2° 35′ 46″ est   |       |
| Maison Cudel de Montcolon                                         | Marcigny                               | Saône-et-Loire      | Bourgogne-Franche-Comté    | inscrit    | « PA00113340 », notice no PA00113340 | 46° 16′ 33″ nord, 4° 02′ 24″ est   |       |
| Abri de la Grande Montagne                                        | Noisy-sur-École                        | Seine-et-Marne      | Île-de-France              | classé     | « PA00087176 », notice no PA00087176 | 48° 22′ 37″ nord, 2° 33′ 52″ est   |       |
| Grande croix de la tombe de Mandon                                | Provins                                | Seine-et-Marne      | Île-de-France              | classé     | « PA00087199 », notice no PA00087199 | 48° 33′ 49″ nord, 3° 16′ 50″ est   |       |
| Hôtel                                                             | Rouen                                  | Seine-Maritime      | Normandie                  | inscrit    | « PA00100856 », notice no PA00100856 | 49° 26′ 39″ nord, 1° 05′ 10″ est   |       |
| Église Saint-Jacques-de-Villegoudou de Castres                    | Castres                                | Tarn                | Occitanie                  | inscrit    | « PA00095508 », notice no PA00095508 | 43° 36′ 21″ nord, 2° 14′ 38″ est   |       |
| Église Saint-Orens de Maubec                                      | Maubec                                 | Tarn-et-Garonne     | Occitanie                  | inscrit    | « PA00095782 », notice no PA00095782 | 43° 48′ 34″ nord, 0° 54′ 58″ est   |       |
| Roc-aux-Sorciers                                                  | Angles-sur-l'Anglin                    | Vienne              | Nouvelle-Aquitaine         | classé     | « PA00105323 », notice no PA00105323 | 46° 41′ 36″ nord, 0° 53′ 03″ est   |       |
| Église Sainte-Croix de Loudun                                     | Loudun                                 | Vienne              | Nouvelle-Aquitaine         | classé     | « PA00105501 », notice no PA00105501 | 47° 00′ 29″ nord, 0° 05′ 00″ est   |       |
| Dolmen de Saint-Léger-de-Montbrillais                             | Saint-Léger-de-Montbrillais            | Vienne              | Nouvelle-Aquitaine         | classé     | « PA00105696 », notice no PA00105696 | 47° 05′ 00″ nord, 0° 01′ 40″ ouest |       |
| Dolmen de la Fontaine                                             | Saint-Léger-de-Montbrillais            | Vienne              | Nouvelle-Aquitaine         | classé     | « PA00105697 », notice no PA00105697 | 47° 05′ 00″ nord, 0° 01′ 37″ ouest |       |
| Abbaye Notre-Dame                                                 | Autrey                                 | Vosges              | Grand Est                  | classé     | « PA00107086 », notice no PA00107086 | 48° 17′ 44″ nord, 6° 41′ 16″ est   |       |
| Portail provenant d'Annay-la-Côte et remonté à Marcilly           | Provency                               | Yonne               | Bourgogne-Franche-Comté    | inscrit    | « PA00113794 », notice no PA00113794 | 47° 32′ 32″ nord, 3° 56′ 22″ est   |       |
| Abords du carré de Réunion                                        | Bailly                                 | Yvelines            | Île-de-France              | classé     | « PA00087363 », notice no PA00087363 | 48° 49′ 18″ nord, 2° 04′ 33″ est   |       |
| Porte aux Prêtres                                                 | Mantes-la-Jolie                        | Yvelines            | Île-de-France              | inscrit    | « PA00087510 », notice no PA00087510 | 48° 59′ 24″ nord, 1° 43′ 18″ est   |       |
| Porterie de la ferme d'Orzeau                                     | Tessancourt-sur-Aubette                | Yvelines            | Île-de-France              | inscrit    | « PA00087652 », notice no PA00087652 | 49° 01′ 12″ nord, 1° 54′ 42″ est   |       |
| Immeuble                                                          | Versailles                             | Yvelines            | Île-de-France              | inscrit    | « PA00087751 », notice no PA00087751 | 48° 48′ 18″ nord, 2° 08′ 11″ est   |       |
| Immeubles                                                         | Versailles                             | Yvelines            | Île-de-France              | inscrit    | « PA00087752 », notice no PA00087752 | 48° 48′ 18″ nord, 2° 08′ 12″ est   |       |